# Öppna din dörr
Öppna din dörr (рус. «Открой дверь») — песня Томми Нильссона, добравшаяся до второго места в Швеции и десятого в Норвегии. Песня оставалась в английском чарте 24 недели в период с 18 июня по 26 ноября 1994 года, и несколько раз занимала лидирующую позицию. Она завоевала титул «Песня Года» на шведском конкурсе «Super 1994».
Музыка и текст были написаны Томми Нильссоном в течение двух периодов его карьеры — музыку в начале 1980-х годов, а текст в 1994 году. Для записи песни соло на электрогитаре играли Стаффан Астнер и Ларс Энглунд. Сингл вошёл в альбом «Избранное на шведском» 2006 года, также там присутствовал сингл «Когда рождается любовь», выпущенный 26 апреля 2006 года.
Дэнни Сауседо записал сингл позднее, в 2006 году. Песня дошла до 24 места в шведском общенациональном чарте.

## Сингл в чартах

### Томми Нильссон
| Страна (1994—1995, 2006) | Место в чарте |
| ------------------------ | ------------- |
| Норвегия                 | 10            |
| Швеция                   | 2             |

### Дэнни Сауседо
| Страна (2006) | Место в чарте |
| ------------- | ------------- |
| Швеция        | 24            |